# Аморійські мученики
Аморійські мученики (грец. 42 Μαρτύρων των εν Αμορίω, англ. 42 Martyrs of Amorium, фр. Saints Martyrs d'Amorium) — святі, мученики, 42 полонених в Аморії візантійські воєначальники. За відмову перейти в іслам були вбиті за наказом халіфа Аль-Васіка 845 р. у місті Самаррі. Пам'ять — 19 березня (6 березня за юліанським календарем)

## Передумови

Мініатюра із зображенням облоги Аморія

В 837 році, візантійський імператор Теофіл захопив рідне місто арабського халіфа Аль-Мутасима, після чого влаштував пишні святкування у своїй столиці Константинополі. Згідно з історичними даними, Теофіл організував тріумф на іподромі і наказав наповнити громадські фонтани міста вином. Наступного, 838 року прагнучи помсти, Аль-Мутасим очолив військовий похід до рідного міста Теофіла — Аморія. У липні відбулась битва в якій візантійці зазнали драматичної поразки від арабського воєначальника Афшина. Імператор, скориставшись хаосом зумів втекти, залишивши своє рідне місто на власну долю.
На той час Аморій був одним із найбільших міст Візантійські імперії і відігравав роль столиці обширної провінції (теми, грец. θέμα)) Анатолікон, (грец. Άνατολικῶν). Сюди у літку 838 року, підійшли мусульманські війська очолювані безпосередньо халіфом Аль-Мутасимом. У зв'язку із визначним становищем Аморія, тут під час облоги сконцентрувались і великі візантійські сили очолювані вищими військовими чинами, включаючи 7 стратигів — правителів тем.
Після 12-ти денної облоги завдяки зраді 15 серпня мусульманам вдалось взяти місто після чого, значна частина його жителів і гарнізону були винищені, а решта відправлена у полон. По дорозі до Сирії їх також майже всіх перебили через нестачу води і продовольства. Залишились тільки високопоставлені в'язні, котрі були доставлені до тодішної столиці халіфату міста Самарри та кинуті до в'язниці. Там вони утримувалися в дуже важких умовах протягом майже 7 років. Всі пропозиції візантійців про викуп або обмін полонених відкидалися.

## Мучеництво
Наступник аль-Мутасима халіф аль-Васик вирішив примусити бранців до переходу в іслам. Припускаючи що після тривалого ув'язнення візантійські воєначальники вже зламані, він став підсилати до них «доброзичливців», які приносили їжу і одяг та заводили розмови про зречення від християнства. Серед цих агентів були і греки, зокрема колишній візантійський воєначальник Вадитцис зрада якого привела до взяття Аморія.
Особливий наголос посланці халіфа робили на те, що Бог сприяє саме мусульманам, оскільки приносить їм військові перемоги. Полонені з презирством відкинули всі ці аргументи, вказавши, що в своїх поразках християни винні самі, тому що прогнівили Бога своїми гріхами.
Нарешті халіф, переконавшись у непохитності в'язнів і роздратований їх прокльонами на адресу Мухаммеда, наказав віддати їх на страту. Один з полонених проявив малодушність, але радники сказали халіфу: «Якщо він своєї віри не зберіг, то й нашу не збереже», і його також засудили на смерть. За іншими словами ці слова і вирок стосувалися зрадника Вадитциса.
19 березня (за тодішнім юліанським календарем 6 березня) 845 р. в'язні були виведені на берег ріки і обезголовлені при великому скупченні мусульман і християн. Першим був убитий Феодор Кратер, згодом патрикій Костянтин Вавуцік, родич імператора, який обіймав найвищу посаду серед воєначальників. Останки страчених кинули в річку, причому труп відступника відразу ж потонув, а тіла і голови решти, попливли за течією і зупинилися в затоні навпроти одного монастиря. Над цим місцем протягом трьох днів його ігумен бачив світло завдяки якому і тіла аморійських мучеників, які стали християнськими реліквіями.

## Деякі імена
Між тими старшинами були:
- Костянтин Вавуцик патрикій * Костянтин нотарій * Феодор Кратер протоспафарій * Каліст спафарій * Феофіл * Астрій * Вассой * Милисен

## Житія
У IX ст-X ст ст. було створено декілька житій Аморійських мучеників. Найдавнішими є житія, написані в середині IX ст. Еводієм та Михайлом Синкелла. Відоме також житіє, приписуване Софрону Кіпрському (у ряді списків Софрону, архієпископу Єрусалимському), житіє у складі Імператорського Мінологія та анонімне житіє. Про смерть Аморійських мучеників розповідають візантійські хроніки Феофана, Георгія Ченця (Амартола) та інших.
Найдавніший слов'янський переклад житія Аморійський мучеників розміщений у Супрасльський Минеї-Четіі IX ст.